# Carroll (Ohio)
Carroll è un villaggio degli Stati Uniti d'America, situato nello stato dell'Ohio, nella contea di 	Fairfield.